# Zafarronada
La zafarronada o antruejo de Omaña, es una tradición popular de origen pagano asociada a la celebración del Carnaval, propia de la comarca de Omaña en la provincia de León, España.
Si bien en su origen estaba presente en todas las poblaciones de la comarca, llegó a perderse en su totalidad, recuperándose en la localidad de Riello en el año 1987 y conservándose hasta nuestros días.

## Celebración
Declarada de Interés Turístico Regional, su celebración da comienzo el sábado anterior al martes de Carnaval, finalizando este día.
La tradición se inicia con el encendido de una hoguera de roble a la que se acercan para encender sus antorchas de ramas de brezo unos personajes vestidos de blanco, ataviados con máscaras oscuras y cencerros atados a la cintura a los que se conoce como zafarrones, los cuales se dedicarán a recorrer la localidad haciendo el mayor ruido posible, asustando a niños y mayores y manchándolos con ceniza.

## Personajes
Acompañando a los zafarrones, principales protagonistas de esta tradición, las calles del pueblo son recorridas también por otros personajes típicos de la zafarronada:
- El toro, encargado de embestir a la gente.
- El torero, quien da capotazos al toro y por su elegancia de movimientos también es conocido como el novio.
- El ciego, la ciega y el lazarillo pidiendo limosna. Si ésta les es negada, los zafarrones pondrán especial empeño en manchar de ceniza a quien no la dé.
- Los gitanos y las gitanas.

## Cultura gastronómica
Durante la celebración de la zafarronada, es tradición el consumo de patatas con jabalí.

## Orígenes

### Etimología
El catedrático de Geografía e Historia Emilio Martín Serna menciona que el origen del término «antruejo», así como otras variedades dialectales usadas en el noroeste peninsular para referirse al periodo anterior a la Cuaresma, está en el término del latín introitus (entrada, preludio), aplicado en este caso a la llegada de la primavera y el resurgimiento de la vegetación. «Zafarronada», por su partealude a su personaje central, el «zafarrón», que aparece en el Primer diccionario general etimológico de la lengua española (1883) como forma alternativa de «zaharrón», con origen en al árabe sokhara, 'burlón' o sokhra, máscara.

### Evolución histórica
Si bien y al igual que en el resto de celebraciones similares que se engloban dentro de las mascaradas de invierno el origen de las mismas es controvertido, este podría estar asociado a las  saturnales, calendas y, principalmente, las  lupercales, celebradas en honor al dios Fauno Luperco, todas ellas celebraciones de la antigua Roma en las que, entre otros rituales, se sacrificaban animales considerados impuros para posteriormente ataviarse con sus pieles e impregnarse con su sangre como símbolo de purificación y fertilidad en preparación para la primavera.
Durante la primera mitad primer milenio la Iglesia intentó erradicar en varias ocasiones la celebración de mascaradas paganas. A comienzos de la  Edad Media empezaron a asimilarse al cristianismo a través del carnaval como preludio al recogimiento y penitencia propios de la Cuaresma. De ese proceso de sincretismo provienen numerosos rasgos de las mascaradas rurales que se han conservado.